# Dimandougou
Dimandougou è una città e sottoprefettura della Costa d'Avorio appartenente al dipartimento di Sandégué. Conta una popolazione di 9 280 abitanti (censimento 2014).